# حقوق ال‌جی‌بی‌تی در افغانستان
افراد دارای گرایش‌های همجنس‌گرایی زنانه، همجنس‌گرایی مردانه و تراجنسیتی (LGBT) در افغانستان با چالش‌های حقوقی روبه‌رو هستند که شهروندان غیردگرباش آن‌ها را تجربه نمی‌کنند. اعضای جامعه دگرباشان جنسی مجبور می‌شوند تا هویت جنسی و گرایش جنسی خود را از ترس آزار، ارعاب، ستم و مرگ به عنوان یک راز نگهدارند. ماهیت وابستگی ملت به دین باعث شده‌است تا هرگونه گفت‌مان‌های عامه در این مورد محدود شود و ذکر همجنس‌گرایی و اصطلاحات مرتبط به آن یک تابو پنداشته می‌شود.
قانون اساسی افغانستان تطبیق قوانین شرعی را نسبت بر هر قانون، سیاست و مقرره دیگر مقدم می‌شمارد، به دولت این اجازه را می‌دهد تا هر نوع فعالیت جنسی هم‌جنس‌گرایانه را ممنوع قرار دهد. بعد از تهاجم آمریکا بر افغانستان در ۲۰۰۱ کد جزای ۱۹۷۶ ابقا گردید، اما کد جزای جدید ۲۰۱۷ کشور در ۱۴ فوریه ۲۰۱۸ تنفیذ شد. کد جزای جدید فعالیت‌های مشخص جنسی را تعریف نموده و برخی آن‌ها را منع می‌نماید. گفته می‌شود، که این قانون به‌طور غیرمتناسب اعضای جامعه دگرباشان جنسی را متأثر می‌سازد.

## فعالیت جنسی همجنس‌گرایی از نظر قانون

### جمهوری اسلامی افغانستان

#### کد جزا
کد جزای ۱۹۷۶ پس از تهاجم ایالات متحده در منطقه ابقا شد، این کد جزا دارای چندین ماده است که بر دگرباشان جنسی قابل تطبیق می‌باشد.
- ماده ۳۹۸– برای قتل‌های ناموسی مجازات کم‌تری پیش‌بینی می‌کند، در این نوع قتل‌ها یک عضو خانواده در میابد که همسر یا بستگان وی عمل زنای محصنه، زنای غیرمحصنه یا همجنس‌گرایی را مرتکب شده‌است.
- ماده ۴۲۷ – حکم زندان طولانی مدت را برای زنای محصنه و شاهدبازی توصیه می‌کند، شاهد بازی شامل لواط نیز می‌باشد، در روشنایی این حقایق، حتی برای افرادی که سن قانونی را تکمل کرده باشند نیز جزاهایی توصیه می‌گردد. اگر سن قربانی کم‌تر از هجده سال باشد، اگر متهم بر قربانی به نحوی از آن‌ها نفوذ و اختیار داشته باشد، اگر متهم جرم را به‌طور مکرر مرتکب شده باشد یا اگر جرم باعث شیوع یک مریضی گردد، حداکثر جزا بیشتر می‌شود. این قانون همچنین در صورتی‌که یک «تجاوز به ناموس» صورت گیرد نیز مجازات را افزایش می‌دهد.
- ماده ۵۱۲ می‌گوید که هر شخصی که در محلات عامه کسی دیگری را به‌گونهٔ آزار دهنده نگاه می‌کند، باید زندانی یا جریمه گردد.

کد جزای ۲۰۱۸ جای‌گزین این کد جزا گردید.

#### قانون شریعت
قانون اساسی افغانستان، این کشور را به عنوان جمهوری اسلامی اعلام می‌کند، بنابرین این امکان وجود دارد که دگرباشان جنسی در افغانستان به نقض قوانین شریعت محکوم شوند. این مجازات می‌تواند در سازگاری یا در افزون با احکامی که در کد جزا ذکر شده‌است باشد. مجازات مبتنی بر قوانین شریعت احتمالاً بیشتر در مناطق دور افتاده و روستایی جاری می‌شود، جای که شهروندان عادی و گروه‌های حراست تلاش می‌کنند، تا هر کسی که از قوانین اخلاقی سخت‌گیرانه اسلامی سرپیچی کند را مجازات نمایند.
در شهرها اما کسانی‌که متهم به همجنس‌گرایی هستند، معمولاً به زندان افکنده می‌شوند. یک مشاور آمریکایی دولت افغانستان در سال ۲۰۰۴ به جرم همجنس‌گرایی با یک مرد افغان دست‌گیر و زندانی گردید. برخی اخبار همچنین گزارش می‌دهند که مردان دیگر نیز که در این چنین رفتارهای همجنس‌گرایی دخیل بودند زندانی شدند.

### اراضی مورد منازعه
القاعده
تفسیر سخت‌گیرانه از قوانین اسلام یا شریعت در اراضی تحت کنترل القاعده حاکم است. تمامی رفتارهای جنسی خارج از ازدواج اسلامی غیرقانونی بوده و حد اکثر جزا نیز مرگ است.
دولت اسلامی عراق و شام (داعش)
طالبان
زمانی‌که طالبان در دهه ۱۹۹۰ کنترل کشور را در دست گرفتند، تمامی روابط جنسی خارج از ازدواج با جنس مخالف را جرم اعلام کردند و اغلب مردان و زنانی که در اعمال زنای محصنه، زنای غیر محصنه و لواط دخیل بودند را در محضر عام اعدام می‌نمودند.
رهبر اعظم طالبان ملا محمد عمر آخند در سال ۱۹۹۴ یک پسر را از لواط توسط جنرال‌های دشمن در قندهار نجات داد و زمانی‌که وی بعداً کنترل شهر را به‌دست گرفت، فرمان داد که لواط چه خشونت‌آمیز باشد یا بر اساس توافق طرفین از جمله جرایم سنگین پنداشته می‌شود.

## به رسمیت‌شناسی روابط همجنس‌گرایی
قانون ازدواج افغانستان (۱۹۷۱) ازدواج قانونی را میان دو مسلمان بالغ دارای جنسیت مخالف، که باید با قواعد اسلامی سازگار باشد، پیش‌بینی نموده‌است. هرچند این قانون صریحاً موضوع زوج‌های همجنس‌گرا را تشریح نمی‌کند، اما ماده ۴۱ قانون ازدواج پیش‌بینی می‌نماید که در حالات مشخصی که این قانون خاموش است، بر مبنای اصول اسلامی تصمیم گرفته خواهد شد. از این‌رو، قانون خانواده افغانستان ازدواج‌های همجنس‌گرا، پیوندهای مدنی یا هم‌خانگی قانونی را به رسمیت نمی-شناسد. به همین‌گونه، قانون ازدواج‌ها، نکاح و ختنه (۱۹۴۹) افغانستان، ازدواج را چیزی میان یک مرد و زن مسلمان تعریف نموده و تصریح می‌نماید که ازدواج‌ها باید مطابق با قوانین اسلامی باشد.
ماده ۴۳۰ تصریح می‌نماید که، هرگاه یک فرد بالغ یک فرد نا بالغ (زیر ۱۸) را تشویق به اعمال زنای محصنه، همجنس‌گرایی یا تن‌فروشی نماید یا وی را در اعمال فوق‌الذکر کمک نماید، این امر به عنوان «تحریک قانون‌شکنی» پنداشته می‌شود.

## تبعیض و آزار

### حملات بر مردان همجنس‌گرا
بر بنیاد گزارش‌ها مردان همجنس‌گرا هم از جانب مقامات طالبان و هم دولت جمهوری اسلامی افغانستان اغوا گردیده و سپس به قتل می‌رسند: طبق گفته فعالین مدنی، مقامات امنیتی دولت افغانستان پروفایل‌های جعلی در شبکه‌های اجتماعی می‌سازند و مردان همجنس‌گرا را فریب می‌دهند تا با آن‌ها ملاقات نمایند، که اغلب منتج به قتل و تجاوز جنسی بر آن‌ها می‌گردد. در سال ۲۰۲۱ طالبان با استفاده از حساب جعلی شبکه‌های اجتماعی یک مرد همجنس‌گرا را در کابل فریب دادند تا با آن‌ها ملاقات نماید و در نتیجه وی را مورد تجاوز جنسی قرار داده و لت و کوب نمودند.

### محافظت در مقابل تبعیض
هیچ قانونی در افغانستان برای رسیدگی به تبعیض یا آزار جنسی بر مبنای گرایش‌جنسی یا هویت جنسی وجود ندارد. حزب سوسیال دموکراتیک افغان (افغان ملت) در پاسخی به استعلام‌های خارجی بیان نمود که، «این حزب طرف‌دار تلاش‌های جهانی برای مبارزه با اچ آی وی/ایدز است، اما ازدواج‌های همجنس‌گرایانه خلاف تمامی ادیان بزرگ می‌باشد». هیچ حزب سیاسی یا گروه‌های ذی‌نفوذ در افغانستان حمایت خود را از حقوق دگرباشان جنسی اظهار نکرده‌اند.
قوانین افغانستان در حال حاضر تمامی احزاب سیاسی، گروه ذی‌نفوذ یا باشگاه اجتماعی را از دادخواهی برای هر چیزی که در مخالفت با اخلاقیات اسلامی قرار دارد منع نموده‌است. احتمال این‌که به یک حزب سیاسی یا سازمان اجتماعی مدافع حقوق دگرباشان جنسی اجازه موجودیت داده شود تا نظریه‌های خود را ترویج نماید بسیار غیر متحمل است، مگر این‌که قانون تغییر نماید.

## نگرش‌های اجتماعی
بیشتر از ۹۹٪ جمعیت افغانستان مسلمان است و قانون اساسی این کشور نیز تصریح می‌نماید که اسلام دین رسمی افغانستان است. همجنس‌گرایی و مبدل‌پوشی به‌طور گسترده به عنوان تابو و فعالیت قبیح انگاشته می‌شوند، این امر ریشه در نظریه‌های سنتی اسلامی پیرامون نقش‌های مناسب جنسیتی و رفتار جنسی دارد.
از نظر مردم عام هم‌جنس‌گرایی اغلب با تن‌فروشی و پدوفلیا (بچه بازی) نسبت داده می‌شود و میزان آگاهی در مورد گرایش جنسی و هویت جنسی محدود است. گزارش‌گران شبکه‌های خبری افغانستان در سال ۲۰۱۱ با بعضی از مردانی ملاقات نمودند که نمادهای افتخار دگرباشان‌جنسی را در وسایط خود نصب نموده بودند، تا دریابند که آیا این مردها از معنی برچسب‌ها و بیرق رنگین‌کمان آگاهی دارند یا خیر، آن‌ها فکر می‌کردند که این رنگین‌کمان فقط یک مُد غربی است و بعد از دانستن معنی آن سریعاً به برداشتن رنگین‌کمان‌ها شتافتند تا به آن‌ها برچسب دگرباش‌جنسی یا حامی حقوق دگرباشان‌جنسی زده نشود.
جزوه ارتش نیروهای دریایی ایالات متحده برای فرهنگ عملیاتی اعزام پرسنل (می ۲۰۰۹) می‌گوید که «رفتار همجنس‌گرایی در مناطق روستایی افغانستان نسبتاً معمول اما تابو است، به‌خاطر این‌که هیچ راه دیگر برای رفع غریزه جنسی وجود ندارد.
نعمت سادات که فعال حقوق بشر و استاد علوم سیاسی در دانشگاه آمریکایی افغانستان بود، در سال ۲۰۱۲ یک جنبش دگرباشان جنسی را ایجاد کرد و در ۲۲ اوت ۲۰۱۳ وی به نخستین شخصیتی مبدل شد که هویت خود به عنوان همجنس‌گرا را اعلام نموده و از حقوق دگرباشان‌جنسی، آزادی جنسیت و آزادی جنسی دفاع کرد. گفته می‌شود که سادات تابوهای مبدل‌پوشی و هم‌جنس‌گرایی در افغانستان را شکسته‌است.
بعد از این‌که طالبان در اوت ۲۰۲۱ افغانستان را تصاحب نمودند، شبکه خبری CNN شروع به مکاتبه با یک مرد ۳۲ ساله مسیحی هزاره نمود که (تا اکتبر ۲۰۲۱) در زیرزمین یک خانه در کابل با برادر کوچک‌تر خود پنهان شده بود تا توسط طالبان دستگیر نگردد. سی ان ان هویت این مرد را از طریق فعالین حقوق بشر تأیید کرد. این مرد که CNN وی را به دلایل ایمنی «احمد» نامید در تلاش است تا راهی برای فرار از کشور پیدا کند.

### رفتارهای همجنس‌گرایی با پسران
نیروهای شبه نظامی (اکثراً به زنان دسترسی ندارند، از این‌رو بعضاً پسرها ربوده می‌شوند تا توسط مردان بزرگ‌سال تحقیر گردیده و مورد تجاوز جنسی قرار گیرند. سایر پسرها علی‌رغم گرایش‌جنسی خود برای مردان بزرگ‌سال تن‌فروشی می‌کنند.
مردانی‌که در این کارها دخیل هستند، بعضاً در فارسی بنام بچه باز یاد می‌گردند، بچه‌بازی ظاهراً در شهرهای بزرگ افغانستان در حال افزایش است و دلیل آن احتمالاً فقر و تابوهای سخت اجتماعی پیرامون رابطه میان مرد و زن می‌باشد. قانونی وضع شده‌است که طبق آن سربازان افغان از زندگی با «آشنا» های خود منع می‌شوند.
پس از اینکه طالبان در ۱۹۹۶ میلادی به قدرت رسیدند، بچه بازی و همجنس‌گرایی ممنوع قرار داده شد و برای هر دو جزای مرگ تعیین گردید. اغلب پسران جوان به‌جای متجاوزین مورد محاکمه قرار می‌گرفتند.
گزارش‌ها در سال ۲۰۰۷ میلادی بیان نمود که بچه‌بازی هنوز هم در مناطق شمال افغانستان رایج است. در بچه‌بازی پسران نوجوان معمولاً لباس‌های زنانه پوشانده می‌شوند و در رقابت‌های رقص اشتراک نموده و با آن‌ها اعمال جنسی صورت می‌گیرد. جنگ-سالاران ائتلاف شمال که از جانب ایالات متحده حمایت می‌گردیدند، پس از سقوط رژیم طالبان متهم به ربودن، قاچاق و تجاوز جنسی بر پسران جوان می‌گردند و آن را وانمود به بچه‌بازی می‌نمودند، در حالی‌که این کارها شباهت اندکی به بچه بازی مروج داشت. با وجود آگاه بودن از این اعمال، نه وزارت دفاع ایالات متحده و نه حکومت افغانستان هیچ اقدامی بر علیه این جنایت‌ها انجام ندادند. هرچند حامد کرزی توافق‌نامه‌ای را برای منع بچه بازی امضاء نمود، اما این توافق‌نامه به ندرت نافذ شد و بر بنیاد گزارش‌ها افسران پولیس خود در این جنایت‌ها شریک بودند.

### HIV-ایدز
قبل از سال ۲۰۰۳ میلادی هیچ آموزش یا معالجه‌ای برای HIV/ایدز وجود نداشت یا بسیار اندک بود. تا سال ۲۰۰۸ تعداد رسمی افرادی که با HIV/ایدز زندگی می‌کنند به ۵۰۴ نفر می‌رسد، هرچند انتظار می‌رود که ارقام واقعی به مراتب بالاتر بوده و به هزاران نفر برسد. میزان پایین سواد، زیربناهای ضعیف و رسم و رواج‌های سنتی اجتماعی باعث می‌شود تا معرفی ابتکارهای جامع آموزشی صحت عامه به مشکل مواجه گردد.
تا اکنون، منابع مالی موجود متمرکز به مبارزه علیه اعتیاد مواد مخدر و در حد کم‌تری به صنعت تن‌فروشی است. اما در حدی اندکی هم که در رابطه به مسائل جنسی گفته می‌شود، اغلب در برنامه‌های آموزشی ترویج سکس تنها با همسر است.
نخستین مرکز معالجه HIV/ایدز در سال ۲۰۰۹ میلادی در کابل باز شد و وعده سپرده شد که کلنیک‌های بیشتر به‌زودی باز خواهد شد.